# (53029) Wodetzky
(53029) Wodetzky – planetoida z grupy pasa głównego asteroid okrążająca Słońce w ciągu 3 lat i 266 dni w średniej odległości 2,4 j.a. Została odkryta 22 listopada 1998 roku w obserwatorium w Piszkéstető przez Krisztiána Sárneczky'ego i László Kiss. Nazwa planetoidy pochodzi od Józsefa Wodetzky'ego (1872-1956), węgierskiego astronoma i matematyka. Przed nadaniem nazwy planetoida nosiła oznaczenie tymczasowe (53029) 1998 WY6.